# 김포시민회관
김포시민회관(金浦市民會館)은 대한민국 경기도 김포시에 있는 시민회관이다. 김포시 사우동에 위치해 있다.